# سيلفستر باكستر
سيلفستر باكستر (بالإنجليزية: Sylvester Baxter)‏ هو كاتب وصحفي أمريكي، ولد في 1850 في ويست يارموث في الولايات المتحدة، وتوفي في 1927.